# OnlyFans
OnlyFans је претплатничка услуга на интернет-садржај са седиштем у Лондону. Користе га првенствено сексуални радници који производе порнографију, али и аутори других садржаја, као што су спортисти, музичари и комичари.
Садржај на платформи додају корисници и монетизују путем месечних претплата, напојница и опције плаћања по прегледу. Ауторима садржаја се исплаћује 80% ових накнада. Године 2021. OnlyFans је покренуо бесплатну, непорнографску платформу, OFTV. Популарност веб-сајта нагло је порасла током пандемије ковида 19. Од маја 2023. OnlyFans је имао више од три милиона регистрованих аутора садржаја и преко 220 милиона регистрованих корисника.
Критикован је због недовољно спречавања материјала о сексуалном злостављању деце да кружи на платформи, иако су статистички докази о озбиљности проблема помешани. У августу 2021. у Конгресу САД почела је кампања за истраживање рада платформе, након чега је објављено да од октобра 2021. надаље OnlyFans више неће дозвољавати сексуално експлицитан материјал, због притиска банака које је OnlyFans користио за плаћања корисника. Међутим, ова одлука је поништена шест дана касније због негативних реакција корисника и аутора садржаја.

## Историја
углавном користе порнографске личности, било аматери или професионалци, али је такође популаран међу куварима, фитнес-тренерима и музичарима. Наплаћује накнаду од 20% за све трансакције извршене на сајту.

### Оснивање
Покренут је у новембру 2016. као платформа за извођаче који желе да пруже клипове и фотографије пратиоцима уз месечну претплату. Тим Стокли је основао предузеће заједно са својим старијим братом Томасом, уз позајмицу од 10.000 фунти од свог оца, Гаја Стоклија, који му је рекао: „Тиме, ово ће бити последња позајмица коју ћу ти дати”. Његов брат је постао главни оперативни директор, а отац шеф финансија.
Две године касније, украјинско-амерички предузетник Леонид Радвински, у чијем је власништву MyFreeCams, стекао је 75% власништва над предузећем Fenix International Limited и постао један од директора. Након тога, OnlyFans се све више усредсређивао на садржај који није безбедан за рад (NSFW) и „стекао репутацију поп културе као кошница порнографије”.